# Aglaophamus trissophyllus
Aglaophamus trissophyllus är en ringmaskart som först beskrevs av Grube 1877.  Aglaophamus trissophyllus ingår i släktet Aglaophamus och familjen Nephtyidae. Inga underarter finns listade i Catalogue of Life.